# I Get Money
I Get Money jest trzecim singlem z albumu 50 Centa zatytułowanego Curtis. Jest także oficjalnym remixem singla Straight to the Bank. Producentem piosenki jest Apex. Teledysk do tej piosenki ukazał się 13 lipca 2007. Można w nim zobaczyć takich ludzi jak Lloyd Banks, Tony Yayo. Występuje tu nawet Marquise Jackson (syn 50 Centa).

## Lista utworów
| # | Tytuł                        | Czas |
| - | ---------------------------- | ---- |
| 1 | "I Get Money (clean)"        | 3:50 |
| 2 | "I Get Money (album)"        | 3:50 |
| 3 | "I Get Money (instrumental)" | 3:50 |
| 4 | "I Get Money (acapella)"     | 3:45 |

### Remix
| # | Tytuł                                               | Czas |
| - | --------------------------------------------------- | ---- |
| 1 | "I Get Money (Billion Dollar Remix) (clean)"        | 4:32 |
| 2 | "I Get Money (Billion Dollar Remix) (album)"        | 4:32 |
| 3 | "I Get Money (Billion Dollar Remix) (instrumental)" | 4:32 |

## Miejsca na listach przebojów
| Lista (2007)                         | Miejsce |
| ------------------------------------ | ------- |
| U.S. Billboard Hot 100               | 20      |
| U.S. Billboard Hot R&B/Hip-Hop Songs | 10      |
| U.S. Billboard Hot Rap Tracks        | 4       |
| Swiss Singles Chart                  | 88      |
| Canadian Hot 100                     | 63      |
| United World Chart                   | 33      |